# Волохатик довговолосий
Волохатик довговолосий (Trochulus villosulus), або равлик довговолосий, трохулюс опушений — вид наземних молюсків класу Черевоногих (Gastropoda) підкласу легеневих (Pulmonata) родини кущанкових (Hygromiidae). До недавнього часу називали Trichia villosula.
Занесено до Червоної книги України.

## Морфологічні ознаки
У дорослих особин висота черепашки коливається переважно в діапазоні від 4 до 7 мм, ширина (діаметр) черепашки – від 7 до 10 мм. Має 5–6 обертів. Черепашка дуже сплощена, за формою подібна до черепашки більш розповсюдженого виду Trochulus hispidus. Завиток плавно заокруглений, верхівка майже не виступає. Губа дуже слабка, не утворює складки на базальному краї устя. Волоски довгі (0,6–1 мм).

## Поширення
Карпатський вид. На території України зараз відомі лише поодинокі знахідки в передгір'ї Українських Карпат в адміністративних межах Львівської області. Занесений до Червоної книги України.

## Особливості біології
Вид мешкає в різнотравних ділянках вздовж струмків у дубових та чорновільхових лісах. Від Trochulus hispidus відрізняється значно довшими волосками на черепашках. Довжина волосків становить 0,6–1 мм у Trochulus villosulus, близько 0,3 мм у T. hispidus.

## Загрози та охорона
Населяє переважно вологі лісові й чагарникові біотопи, часто зустрічається по берегах річок. Загрози: лісогосподарська діяльність та надмірне випасання худоби вздовж струмків.